# Chrzanów
Chrzanów és un poble al sud de Polònia, el 2008 tenia una àrea urbana d'aproximadament 39.356 habitants. És la capital d'una powiat (Powiat Chrzanowski) separada dintre del voivodat de Petita Polònia. Per Chrzanów hi passa el riu Chechło.

## Política

### Ciutats agermanades
- Harnes - França
- Nyékládháza - Hongria
- Stanisławów - Ucraïna

## Personatges il·lustres
- Izaak Deutscher (1907-1967)
- Mascha Kaléko (1907-1975)
- Marian Konarski (1909-1998), pintor
- Michał Potaczało (1912-1975)
- Mieczysław Mazaraki (1913-2003)
- Helena Chłopek (1917-2007), poeta
- Ewa Krzyżewska (1939-2003)actriu
- Mikołaj Grabowski (1946)actor
- Andrzej Grabowski (1952), actor
- Leszek Nowak (1964), músic
- Zbigniew Wąsiel (1966), escultor
- Mariusz Jakus (1967), actor
- Janusz Szrom (1968)
- Michał Gajownik (1981-2009)